# Рішельєвська вулиця (Одеса)
Рішельєвська вулиця — вулиця, що знаходиться в центрі міста Одеси. Вулиця починається з перетину із Ланжеронівською вулицею, біля будівлі Одеського театру опери та балету, і тягнеться до перетину із Пантелеймонівською вулицею.

## Історія
До початку розбудови вулиці на місці її перетину із Ланжеронівською, знаходився античний некрополь. Античні поховання знаходяться на початку вулиці, із парного боку, одразу навпроти Оперного театру.

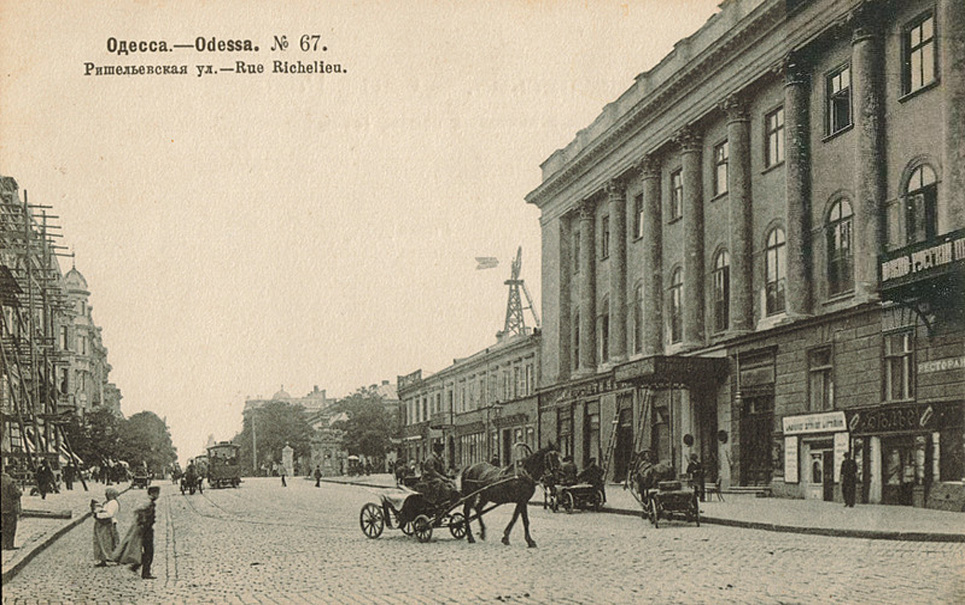
Зображення вулиці на листівці початку 20-го століття

Свою першу назву — Театральна — вулиця дістала ще у 1809 році, одразу після відкриття Першого міського театру. Перший міський театр був зведений на вул. Ланжеронівській саме на перетині із сучасною Рішельєвською, відповідно вулиця розпочиналася саме з театру. Це була перша вулиця в місті, де були зведені багатоповерхові будинки. У 1873 році театр згорів, а в 1884 — розпочато зведення будівлі сучасного Оперного театру. Засновником першого театру був саме герцог Арман де Рішельє, ім'я якого носить сучасна вулиця. Його будинок був розташований на самому початку вулиці, за адресою Театральна 1. Сучасну назву вулиця дістала після від'їзду герцога до Франції, у 1814 році.
Від самого початку Рішельєвська була однією із найважливіших вулиць міста. Цю важливість чітко зрозуміли більшовики, тому саме цю вулицю було обрано головною і названо в ім'я Леніна. Як головна вулиця міста, Рішельєвська підлягала тотальній реконструкції. Влітку 1957 тут були демонтовані трамвайні колії, вулицю розширили до 14 метрів і запустили тролейбус, на початку маршрут № 2, згодом — також № 5. Історична архітектура вулиці також підлягала «реконструкції». Ряд будинків, такі як будинок Бродського на перетині із Грецькою, були пошкоджені під час бомбардувань. На цій ділянці були зведені будівлі сталінського типу. В районі перетину із вул. Успенською з'явилися ряд «хрущівок». Наприкінці 1980-х років в районі перетинів із вулицями Успенською та Базарною було заплановано зведення 16-поверхівок, що на щастя не було реалізовано.
Однією із прикрас вулиці є її організація у вигляді платанової алеї. Платани були посаджені в період з 1961 по 1965 роки водночас із вул. Італійською і просп. Шевченка. Таким чином вулиця перетворилася на зелений тунель із платанів.

## Галерея

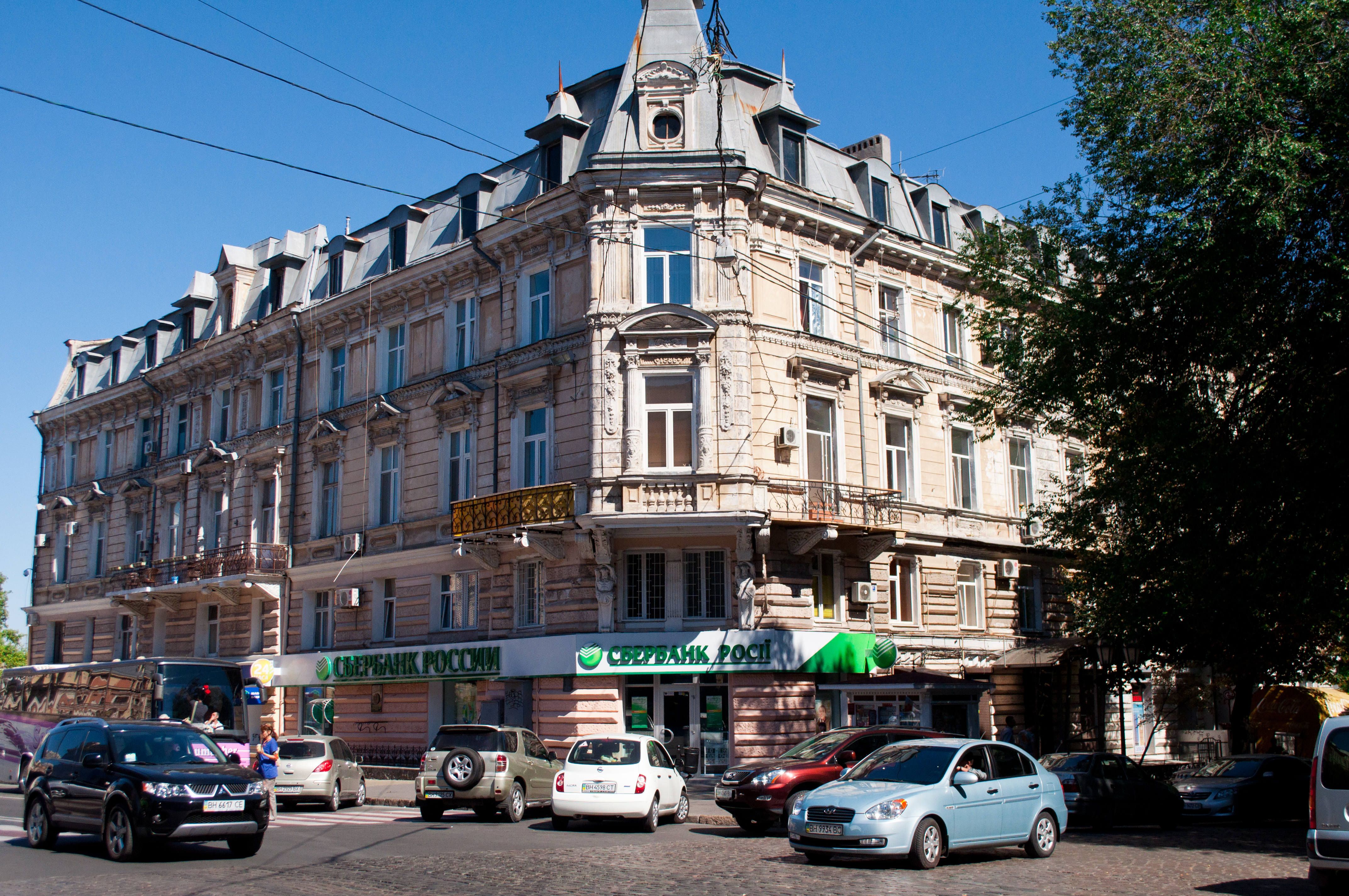
Будинок Страхового товариства “Росія”
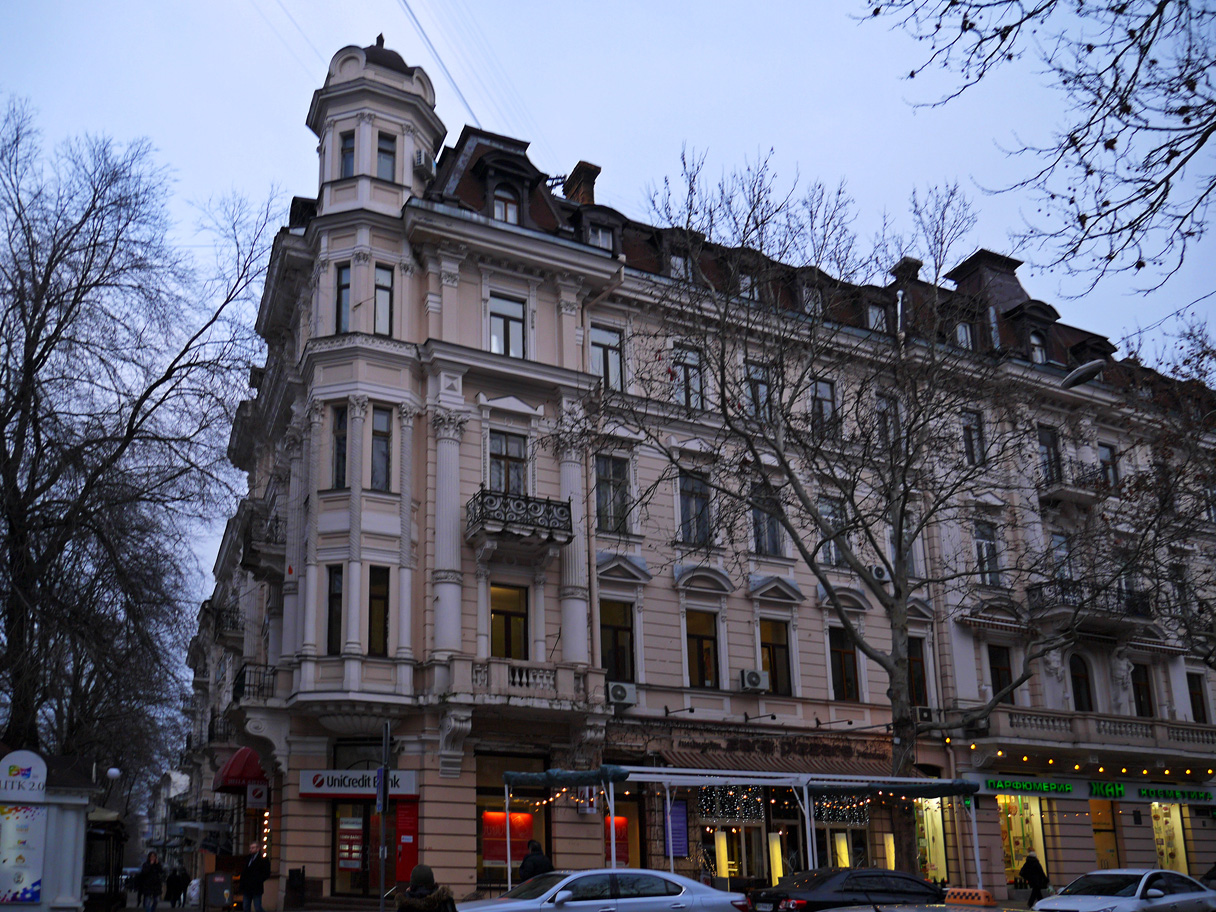
Будинок Раллі
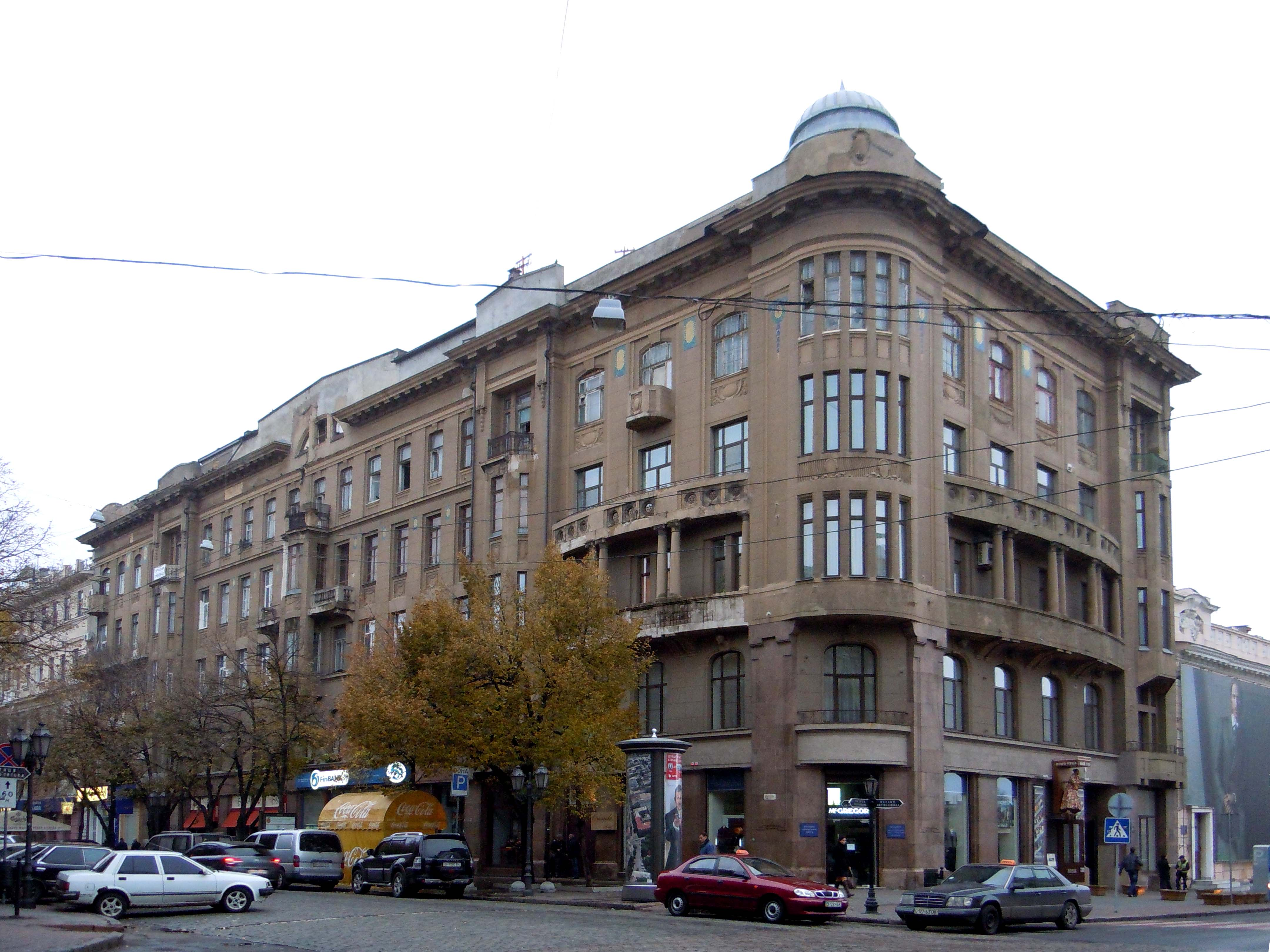
Будинок Новікова
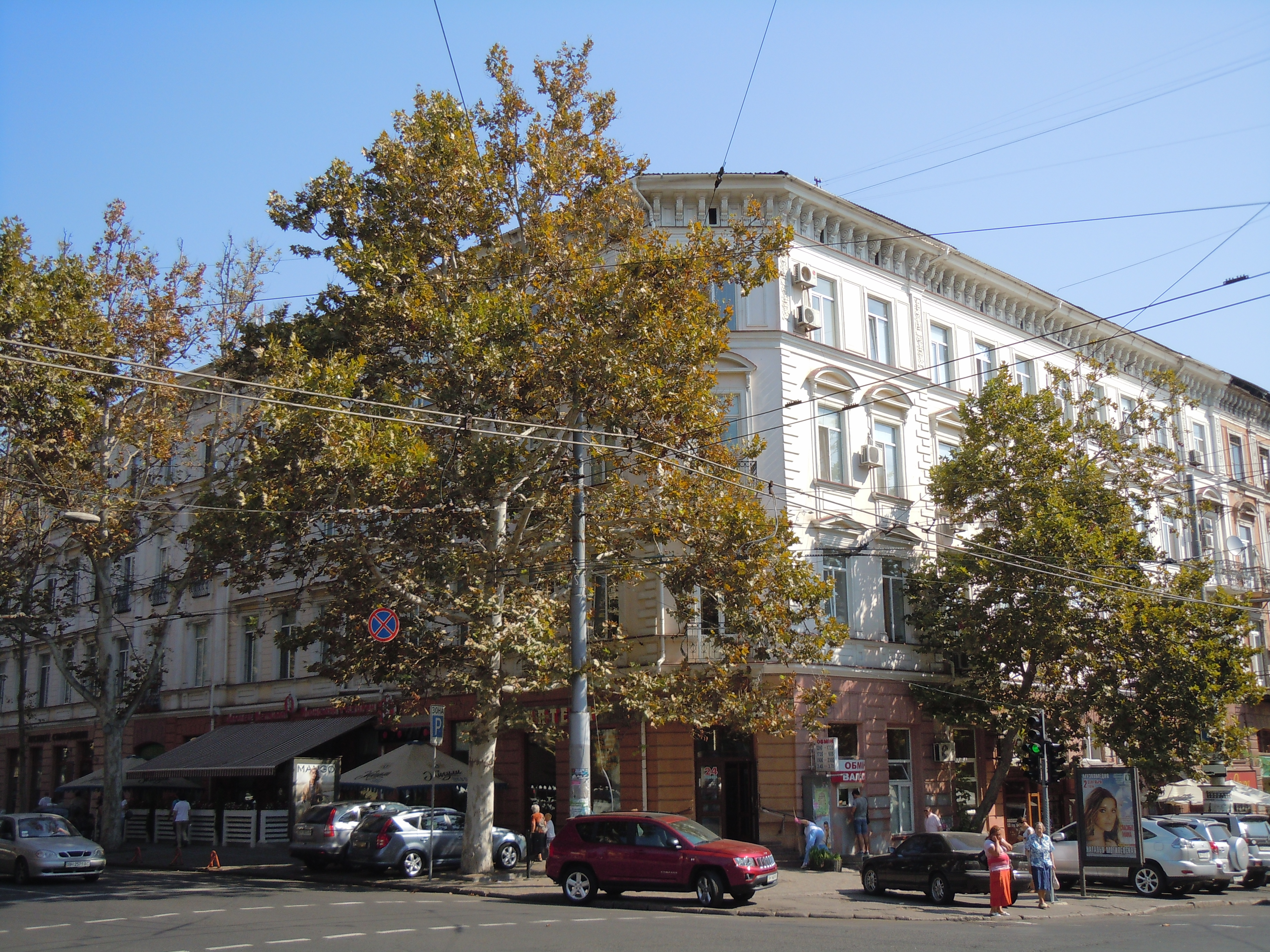
Будинок прибутковий Баржанського (в ньому розміщений Інститут стоматології АМН України)
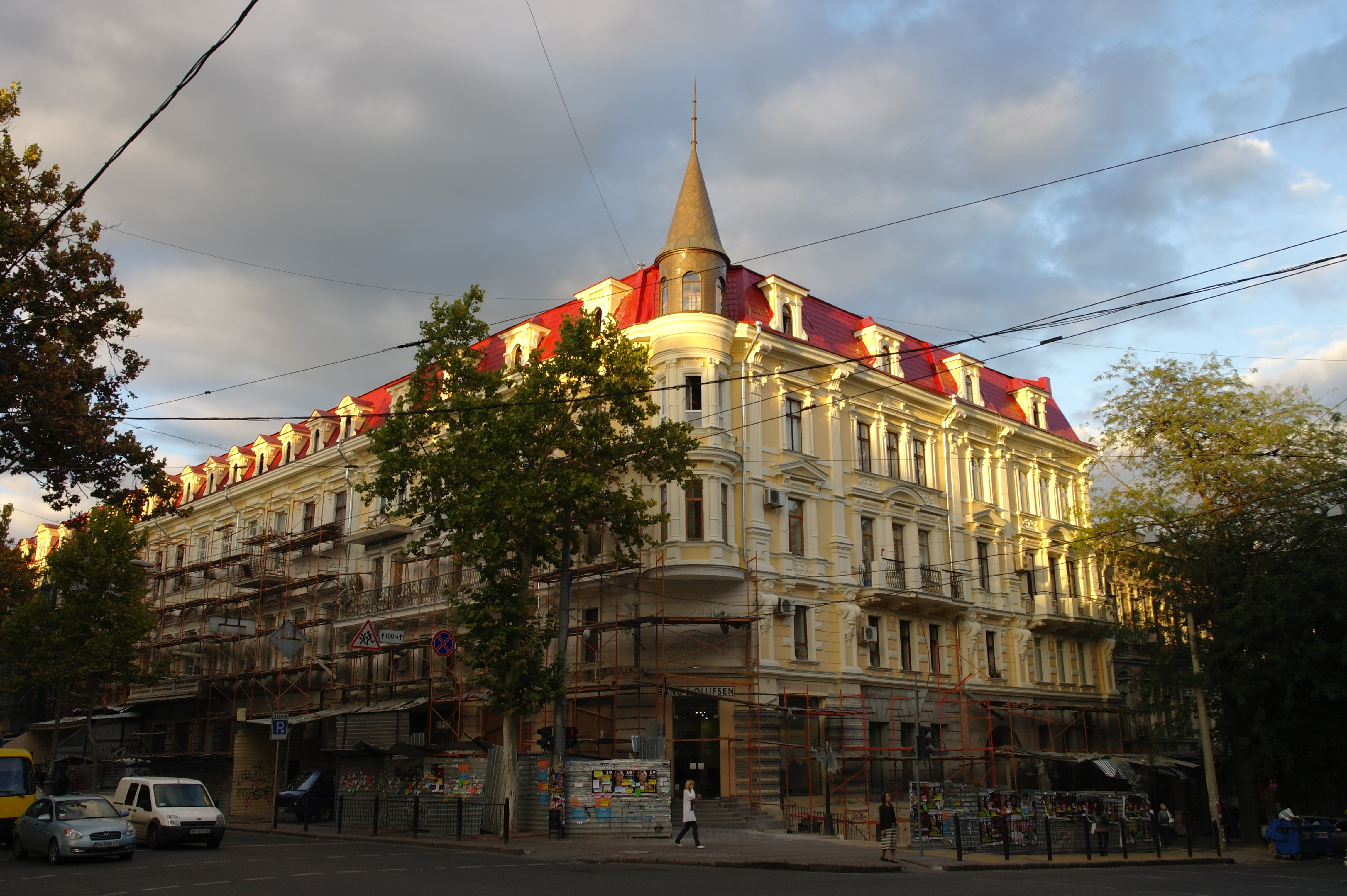
Будинок прибутковий Райха
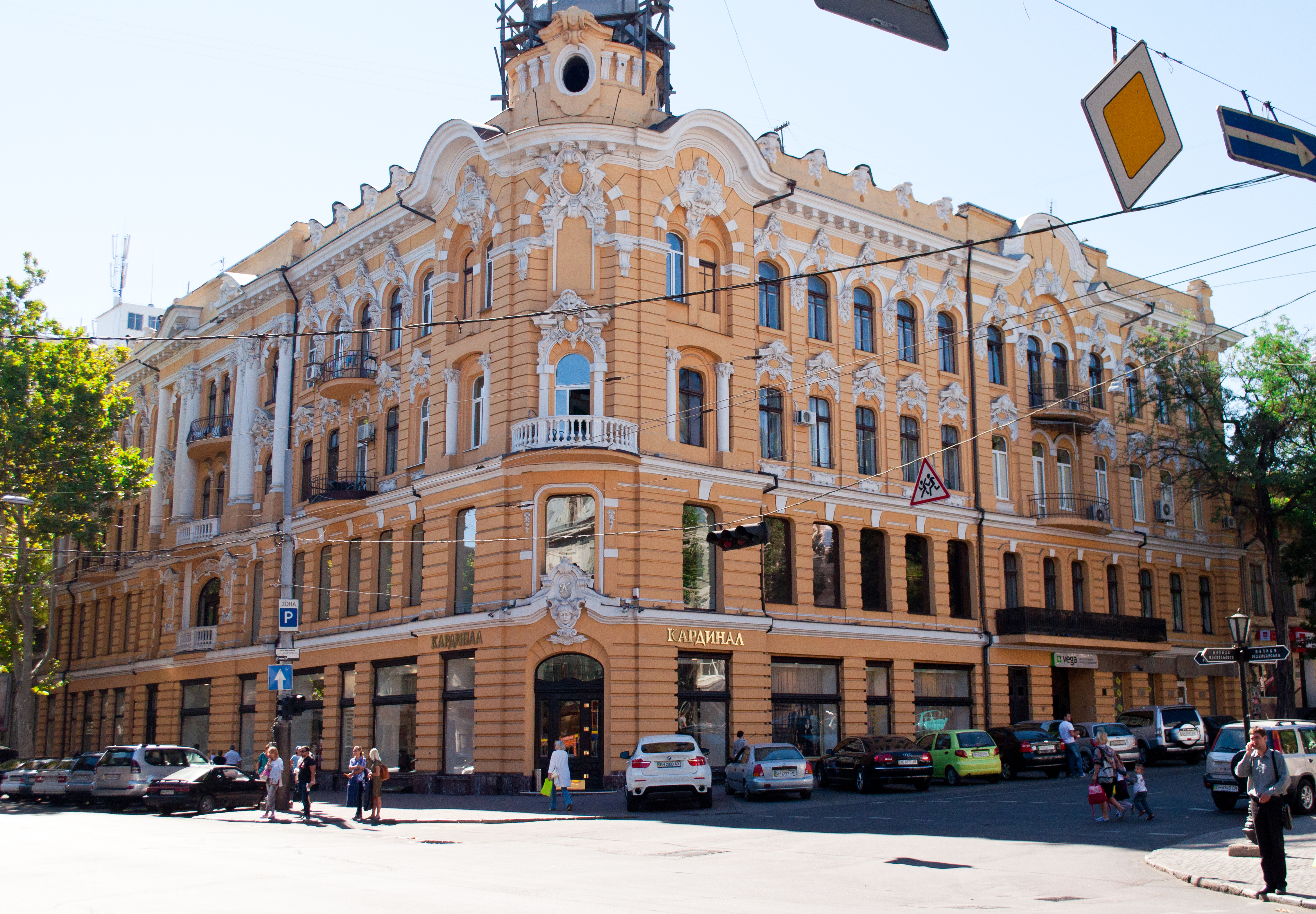
Прибутковий будинок Грінберга
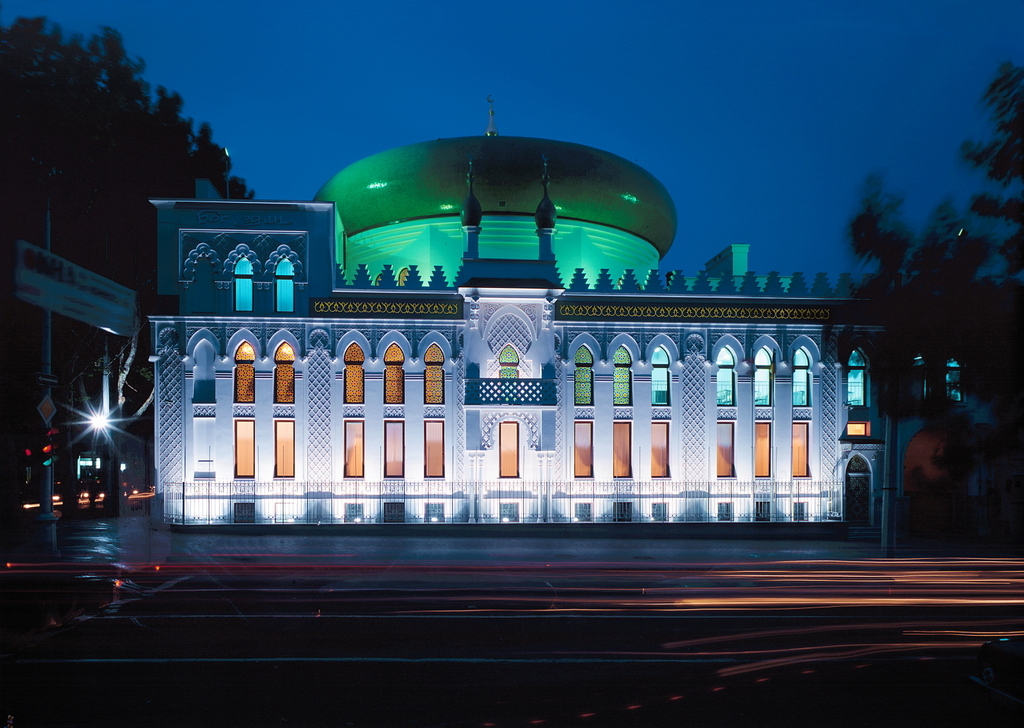
Арабський культурний центр